# 周廣榮
周廣榮（15世紀—15世紀），字仲仁，號訥齋，江西瑞州府新昌縣新安鄉人，明朝政治人物。

## 生平
周廣榮是天順三年（1459年）己卯科江西鄉試第九十四名舉人，授崇慶州知州，為人廉介，豪強絕跡，成化十六年（1480年）調邳州知州有名聲，再調蘄州知州愛民節用，陞南京後軍都督府經歷，多次上言時政得失，而文章亦清新可愛，官至雷州知府，入祀邳州名宦祠。

## 引用
1. 1 2  道光《新昌縣志·卷十四·人物志》：周廣榮，字仲仁，號訥齋，新安鄉人，天順三年己卯舉人，任崇慶知州，廉介有為，豪強屏跡，改邳州、蘄州，愛民節用，陞南京後軍都督府經厯，屢言時政得失，及薦用林俊、王相，為文清新可愛，終廣東雷州府知府。 舊志
2. ↑  咸豐《邳州志·卷十一·官師三》：周廣榮，吉水人，舉人，（成化）十六年任，文章政事並稱於時，後升南京後軍都督府經歷，祀名宦。